# تبعیض تحصیلی

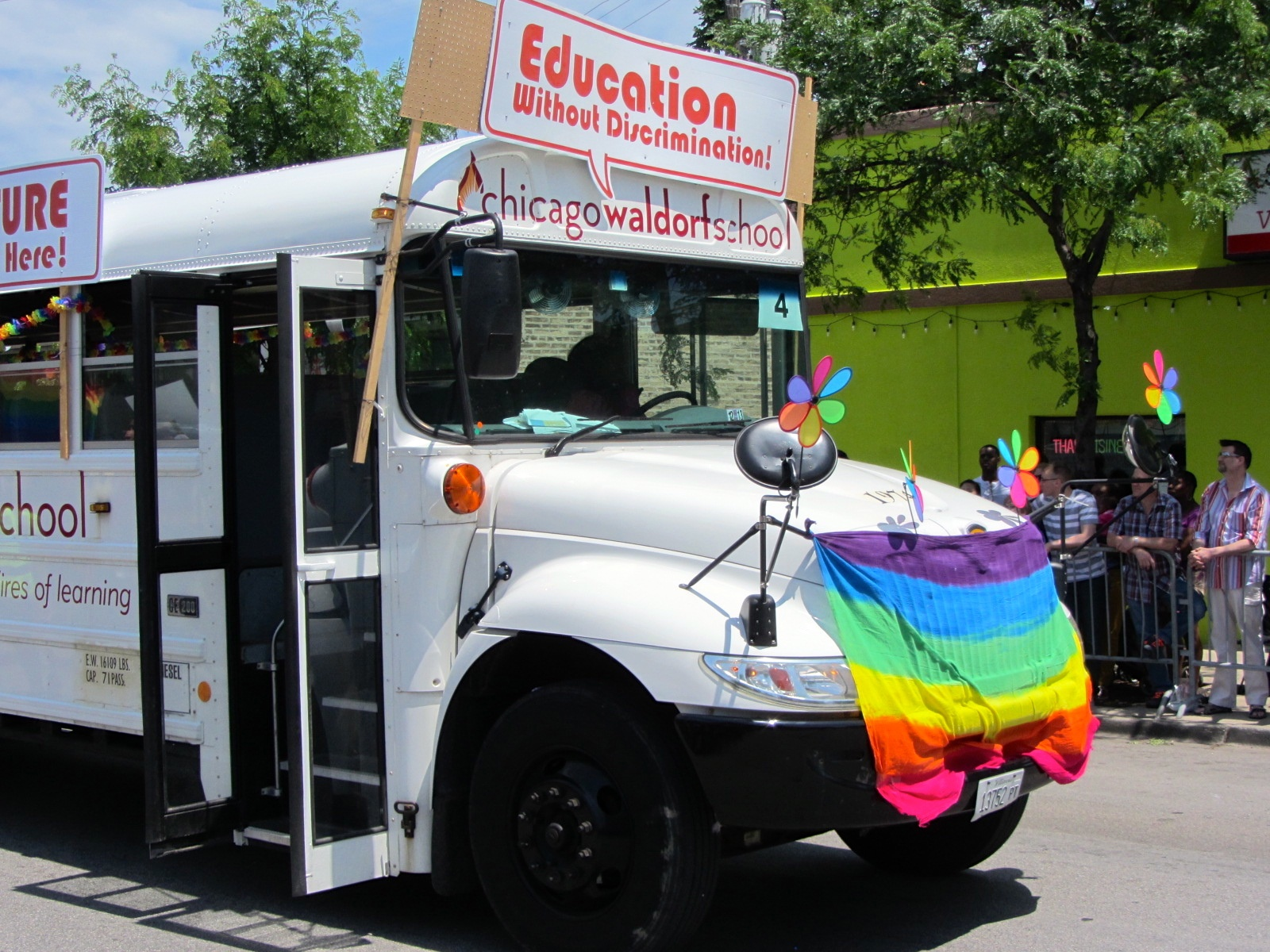
تبعیض تحصیلی

تبعیضِ تحصیلی گونه‌ای از تبعیض است که در آن گروه‌های خاصی از افراد از حقوقِ تحصیلی مساوی با دیگر بخش‌های جامعه برخوردار نیستند. تبعیض تحصیلی می‌تواند بر اساس قومیت، ملیت، سن، جنسیت، نژاد، شرایط اقتصادی، معلولیت و مذهب باشد. این رفتار به‌عنوانِ نقضِ حقوقِ بشر در نظر گرفته می‌شود.
کنوانسیون مقابله با تبعیض در آموزش و پرورش توسط یونسکو در ۱۴ دسامبر ۱۹۶۰ به هدف مبارزه با تبعیض و تفکیک نژادی در آموزش و پرورش به وجود آمد. تا دسامبر سال ۲۰۲۰، ۱۰۶ کشور عضو کنوانسیون بودند.

## تبعیض آموزش و پرورش در کشورهای مختلف

### استرالیا
استرالیا در بسیاری از مناطق، از جمله آموزش، سابقهٔ تبعیض نژادی علیه استرالیایی‌های بومی داشت تا در سال ۱۹۶۶، استرالیا کنوانسیون مقابله با تبعیض در آموزش و پرورش را امضا کرد. اکنون هر ایالت قوانین جامع ضد تبعیض خود را دارد که چنین تبعیضی را منع می‌کند. در سال ۱۹۹۲، استرالیا قانون تبعیض از کارافتادگی ۱۹۹۲ را تصویب کرد تا تبعیض علیه دانشجویان دارای معلولیت را غیرقانونی اعلام کند.

### چین
اگرچه همه افراد در چین ۹ سال تحصیل اجباری دارند، گزارش‌هایی وجود دارد که اقلیت‌ها از جمله افراد دارای معلولیت را در آموزش مقدماتی مورد تبعیض قرار می‌دهند. نمونه‌ای از این تبعیض‌ها که در گزارش دیده‌بان حقوق بشر در سال ۲۰۱۳ منعکس شده‌است، کودکان مبتلا به اختلال کمبود توجه / بیش فعالی (ADHD) و ناتوانی ذهنی هستند که به دلیل معلولیت از ثبت نام در مدارس اطراف محل سکونت‌شان محروم شده‌اند. والدین آنها مجبور شده‌اند مسافت زیادی از خانه را طی کنند تا جایی برای فرزندان معلول خود برای آموزش مقدماتی پیدا کنند.
همچنین سیاست‌هایی برای تخصیص جغرافیایی مکان‌های موجود در سیستم آموزش عالی وجود دارد که منجر به تبعیض منطقه‌ای در آزمون ورودی آموزش عالی می‌شود. در چین هر شخص در ارتباط با محل تولد خود دارای یک محل مبدأ است و انتقال یا اسکان مجدد به استان‌ها / مناطق دیگر غیر از مناطق مبدأ منوط به دریافت مجوز از مقامات است. دانشجویانی که در معرض تبعیض منطقه‌ای قرار دارند کسانی هستند که موفق به کسب سابقهٔ بهتر در آزمون‌های مربوطه شده‌اند امّا به دلیل محل تولد از تحصیل در دانشگاه‌های برتر محروم هستند.

### کوبا
کوبا دارای یک جامعهٔ متنوع و چندفرهنگی است و به‌طور بالقوه عرصه‌ای برای رشد انواع مختلف تبعیض نژادی است. برخی معتقدند که سیستم آموزشی کوبا از تبعیض نژادی، به ویژه علیه آفریقایی-کوبایی‌ها رنج می‌برد امّا وجود همتایانی که خلاف این را باور دارند قابل چشم پوشی نیست.
در دهه‌های ۱۹۶۰ و ۱۹۷۰، هنگامی که گروه‌های اقلیت جنسی به ماندن در اردوگاه‌های توانبخشی محکوم شدند، آنها به‌طور خودکار فرصت تحصیلات عالی را از دست دادند و دولت مجبور به «آموزش مجدد» آنها بود. در سال ۲۰۱۰، فیدل کاسترو چنین تبعیضی را در دوران حکومت خود تأیید کرد و ابراز تأسف کرد که توجّه کافی به این «بی‌عدالتی بزرگ» داده نشده‌است.

### جمهوری اسلامی ایران
پس از انقلاب اسلامی سال ۱۹۷۹، دولت جدید معطوف به اسلامی‌سازی نظام آموزشی کشور شد. روح‌الله خمینی، بنیانگذار حکومت جمهوری اسلامی، کاملاً طرفدار مدارس تک جنسیتی بود و آن را در سخنرانی خود در سالگرد تولد فاطمه دختر محمد بیان کرد، که به زودی به سیاست در کشور تبدیل شد. این شخصیت سیاسی اظهار داشت:
«از آنجا که رهبران دینی در این کشور نفوذ و قدرت دارند، به دختران اجازه نمی‌دهند در یک مدرسه با پسران تحصیل کنند. آنها اجازهٔ تدریس در مدارس پسران را به زنان نخواهند داد. آنها به مردان اجازهٔ آموزش در مدارس دخترانه را نخواهند داد. آنها اجازهٔ فساد در این کشور را نخواهند داد.»
در اصل چهارم قانون اساسی کنونی ایران آمده‌است: «کلیه قوانین و مقررات مدنی، جزایی، مالی، اقتصادی، اداری، فرهنگی، نظامی، سیاسی و غیر اینها باید بر اساس موازین اسلامی باشد. این اصل بر اطلاق یا عموم همه اصول قانون اساسی و قوانین و مقررات دیگر حاکم است و تشخیص این امر بر عهدهٔ فقهای شورای نگهبان است.» به عنوان مثال، ایران همچنان «مراقبت از خانه و کودک را مسئولیت اصلی زنان» می‌داند، همان‌طور که تفاوت در معیارهای مدارس بین دو جنس نشان می‌دهد. بعلاوه، دانشجویان بهائی به دلیل اعتقادات مذهبی‌شان از حق تحصیلات عالی در دانشگاه‌های ایران به‌طور سیستماتیک محروم هستند.

### ایالات متحده
ایالات متحده هنوز کنوانسیون مقابله با تبعیض در آموزش و پرورش را امضاء نکرده‌است. ایالات متحده همیشه گریبان تبعیض نهادی بوده‌است. تبعیض در آموزش نه تنها توسط یک فرد بلکه توسط سازمان‌های بزرگ نیز انجام می‌شود. تبعیض همچنین می‌تواند توسط معلمی صورت گیرد که ممکن است استانداردهای بالاتری برای یک دانش آموز نسبت به دانش آموز دیگر تعیین کند. تفکیک مدارس راهی است که در آن دانش آموزان از خانواده‌های کم درآمد ممکن است از دانش آموزان از خانواده‌های پر درآمد جدا شوند که این امر باعث می‌شود که دانش‌آموزان کم‌درآمد از تحصیلات خوبی برخوردار نشوند.